# Extreme Guitar Shred
Extreme Guitar Shred é o primeiro DVD da premiada guitarrista virtuose inglesa The Great Kat.

## Faixas
O DVD é dividido em 3 partes
Shred Videos
1	Zapateado	1:58

2	Torture Chamber	2:27

3	Castration	1:12

4	Live In Chicago	2:45

5	Dominatrix	2:21

6	War	1:22
Shred Bonus
7	Hot Shred Bits	0:42

8	Shred Faqs	0:48

9	Shred Credits	0:45
Shred Online
10	Shred Online	0:38